# شنژن
شِنژِن (به چینی: 深圳؛ تلفظ ماندارین: [ʂə́n.ʈʂə̂n] به پین‌یین: Shēnzhèn)، یکی از شهرهای کشور جمهوری خلق چین در استان گوانگ‌دونگ در جنوب شرقی چین و در همسایگی هنگ کنگ و ساحل شرقی رودخانه مروارید قرار گرفته‌است. شنزن تا قبل از سال ۱۹۷۹ یک بندر کوچک در شهرستان Bao'an بود که پس از سال ۱۹۸۰ شنزن به عنوان اولین منطقه ویژه اقتصادی چین تأسیس شد  که حجم زیادی از بار وارداتی چین به مناطق دیگر جهان از این شهر انجام می‌شود و جمعیت این شهر نیز رو به افزایش است و جمعیت ثبت شده شنزن در سال ۲۰۱۷ حدود ۱۲٬۹۰۵٬۰۰۰ نفر بوده ولی پلیس و مقامات محلی جمعیت را با احتساب جمعیت متغیر حدود ۲۰ میلیون نفر تخمین می‌زنند. شنزن در فهرست مراکز جهانی مالی ۲۰۱۹ در رتبه ۹ قرار دارد. شنزن سومین بندر بزرگ کانتینر در جهان است.
این شهر یک مرکز برتر جهانی فناوری است که توسط رسانه‌ها دره سیلیکون چین لقب گرفته‌است. همچنین دفتر مرکزی شرکت‌های بی شمار چند ملیتی مانند جی‌ایکس‌دی، وانکه، هایترا، سی‌آی‌ام‌سی، اس‌اف اکسپرس، شنژن ایرلاینز، چاینا نپستار، هاسی، بانک پینگ آن، پینگ ان، بانک بازرگانان چین، گروه اورگرند، تنسنت، زد‌تی‌ئی، وان‌پلاس، هواوی، دی‌جی‌آی و بی‌وای‌دی و شرکت فاکس‌کان در این شهر قرار دارد. بر مبنای آخرین داده های جغرافیایی کلانشهر شنژن ۸۱ کیلومتر درازا دارد.
از لحاظ گویش، مردم شنزن به زبان چینی ماندارین صحبت می‌کنند البته، بومی‌های این شهر گویش‌های مربوط و مخصوص به خودشان را دارند.

## رخدادِ رانشِ زمین
در ۲۰ دسامبر ۲۰۱۵ در شنژن، رانشِ زمین روی داد که منجر به ناپدیدیِ ۲۵ زن و ۵۱ مرد شد. در این رخداد، چندین ساختمانِ مسکونی به تمامی به زیرِ زمین رفت و دفن شد.
- خیابان انگلیسی‌ها | Chung Ying Street
- خیابان انگلیسی‌ها در شهر شنزن در چین یکی از خیابان‌هایی است که تبدیل به یکی از جاذبه‌های این شهر شده‌است. این که چرا چینی‌ها نام این خیابان را انگلیسی گذاشته‌اند یا به این خاطر است که انگلیسی‌ها آن را به وجود آورده‌اند یا انگلیسی‌های زیادی در آن زندگی می‌کنند. در زبان چینی خیابان انگلیسی‌ها را به عنوان چانگ یینگ می‌خوانند. در این خیابان پر است از بازارهای مختلف و متفاوت که هم بازارهای خیابانی را تشکیل می‌دهند و هم مراکز خرید مختلف. عاملی که باعث شده‌است که این خیابان به عنوان یکی از خیابان‌های معروف شنزن تبدیل شود این است که در این خیابان برخلاف بسیاری از دیگر خیابان‌ها و مراکز خرید شنزن، مالیات بر خرید بر روی محصولات وجود ندارد و به همین خاطر، مخاطبین خرید از این خیابان زیاد هستند.
- دهکدهٔ فرهنگ | Shenzhen Culture Village

دهکدهٔ فرهنگ در شنزن یکی از جاذبه‌های مشهور این شهر است که دارای مساحت بسیار زیادی است. در این دهکدهٔ بسیار بزرگ، در حدود ۵۶ خانه به سبک چینی اما عجیب و غریب ساخته شده که در ۲۴ روستای نمادین قرار گرفته‌است. این روستاهای نمادین و خانه‌های عجیب و غریب در واقع نمادی از چین و ملیت‌هایی است که در آن زندگی می‌کنند. رفتن به دهکدهٔ فرهنگ در شنزن و معرفی کامل آن برای کسانی مناسب است که می‌خواهند با آداب و رسوم این شهر به صورت کامل آشنا شوند به شدت توصیه می‌شود.
- پنجره ای رو به جهان! | Window of the World

این نام زیبا و جذاب، در واقع اسم یکی از جاذبه‌های شهر شنزن در چین است. این پارک موضوعی در واقع اشاره به این دارد که تنها در یک بعد مکانی مشخص، جاذبه‌های تأثیرگذار جهان را به خوبی معرفی نماید. این پارک که یکی از بزرگ‌ترین پارک‌های کشور چین است در سال ۱۹۹۴ میلادی ساخته و افتتاح شد و از آن زمان تبدیل به یکی از جاذبه‌های بسیار دیدنی این شهر چینی شد. در این پارک معرفی دیدن‌ترین جاذبه‌های هر شهر با معروف‌ترین جاذبهٔ آن صورت می‌گیرد. بودن در این پارک مثل این است که کل جهان را گشته‌اید.

## جغرافی
شنژن تقریباً از مرزهای اداری شهرستان تاریخی بائوآن پیروی می کند. بخش جنوبی شهرستان بائوآن پس از جنگ های تریاک بخشی از هنگ کنگ بریتانیا شد، در حالی که روستای شنژن در مرز بود. ایستگاه راه‌آهن شنژن آخرین ایستگاه در بخش چینی راه‌آهن کولون-کانتون بود و اقتصاد شنژن رشد کرد و تا سال 1979 به یک شهر تبدیل شد.
شنژن در دلتای رودخانه مروارید واقع شده است که از جنوب با هنگ کنگ، از شمال و شمال شرقی با هویژو، از شمال و شمال غرب با دونگوان همسایه است. لینگدیانگ و رودخانه مروارید در غرب و خلیج میرس در شرق و تقریباً 100 کیلومتر (62 مایل) جنوب شرقی مرکز استان گوانگژو. در پایان سال 2017، جمعیت ساکن شنژن 12،528،300 نفر بوده است که از این تعداد جمعیت ثبت شده 4،472،200 نفر، جمعیت اداری واقعی بیش از 20 میلیون نفر بود. بخشی از منطقه ساخته شده دلتای رودخانه مروارید با 44,738,513 سکنه را تشکیل می دهد که در 9 شهرداری (از جمله ماکائو) پراکنده شده است. طول این شهر از شرق به غرب 81.4 کیلومتر است و کوتاه ترین بخش از شمال به جنوب 10.8 کیلومتر است.
بیش از 160 رودخانه یا کانال از شنژن عبور می کنند. 24 مخزن در محدوده شهر با ظرفیت کل 525 میلیون تن وجود دارد. رودخانه های قابل توجه در شنژن شامل رودخانه شنژن، رودخانه Maozhou و رودخانه Longgang است.

### آب و هوا
اگرچه شنژن تقریباً یک درجه در جنوب استوایی سرطان واقع شده است، اما به دلیل طوفان سیبری دارای آب و هوای نیمه گرمسیری گرم، متاثر از باران های موسمی و مرطوب (Köppen Cwa) است و آب و هوای این شهر نسبتاً به آب و هوای گرمسیری نزدیک است. زمستان ها در این شهر معتدل و نسبتاً خشک است که تا حدی به دلیل نفوذ دریای چین جنوبی است و وضعیت یخبندان در این شهر بسیار نادر است. وضعیت هوایی مه آلود در زمستان و بهار بسیار دیده می‌شود و حدود 106 روز در سال مه آلود گزارش می‌شود. اوایل بهار ابری ترین زمان سال است و بارندگی در آوریل شروع به افزایش چشمگیری می کند. فصل بارانی تا اواخر سپتامبر و اوایل اکتبر ادامه دارد.با محاسبه‌ی درصد احتمالی آفتاب ماهانه این شهر سالانه 1853 ساعت آفتاب روشن دریافت می کند.
شدت بادهای موسمی در ماه های تابستان به اوج خود می رسد و شهر نیز شرایط بسیار مرطوب و گرمی را تجربه می کند. تنها 2.4 روز با دمای 35 درجه سانتیگراد (95 درجه فارنهایت)+ وجود دارد. این منطقه مستعد باران سیل آسا نیز است، با 9.7 روز که 50 میلی متر (1.97 اینچ) یا بیشتر بارندگی دارد، و 2.2 روز حداقل 100 میلی متر (3.94 اینچ) است. روزهای پایانی پاییز خشک است. میانگین بارندگی سالانه حدود 1933 میلی‌متر (76 اینچ) است که برخی از آنها از طریق طوفان‌هایی که در تابستان و اوایل پاییز از شرق می‌بارند، وارد می‌شوند. دماهای شدید هوا از 0.2 درجه سانتیگراد (32 درجه فارنهایت) در 11 فوریه 1957 تا 38.7 درجه سانتیگراد (102 درجه فارنهایت) در 10 ژوئیه 1980 متغیر بوده است.

## نگارخانه

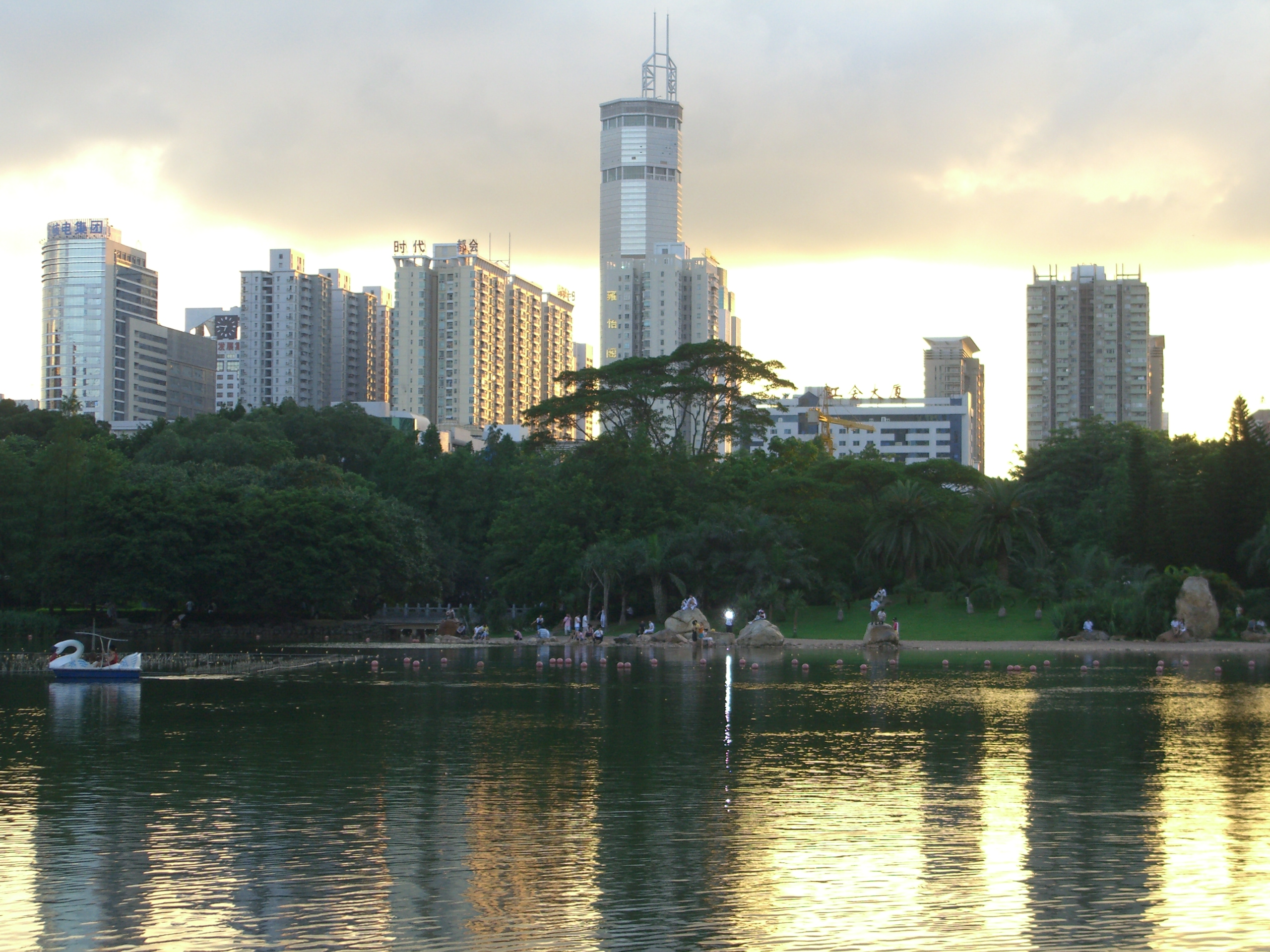
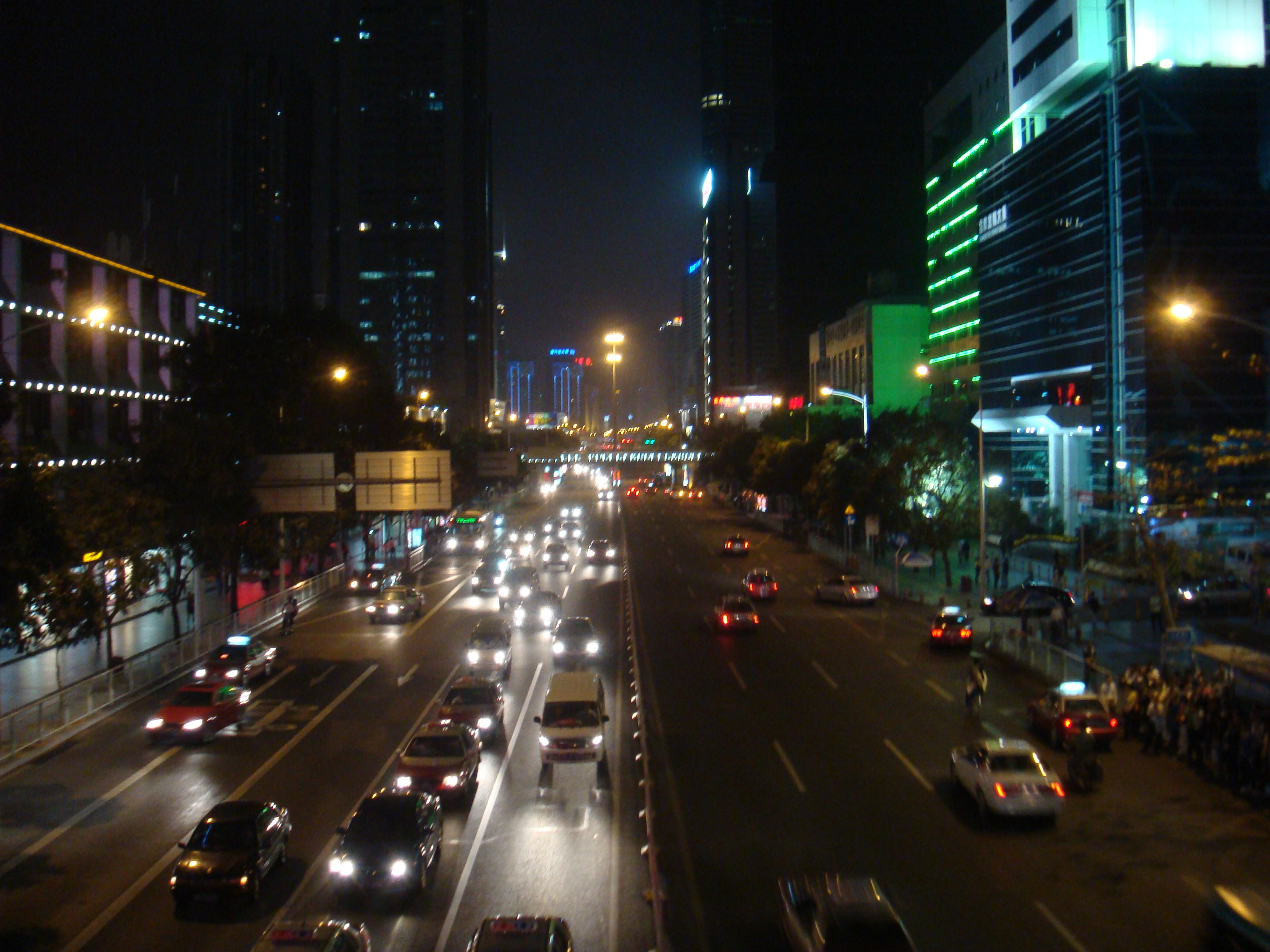
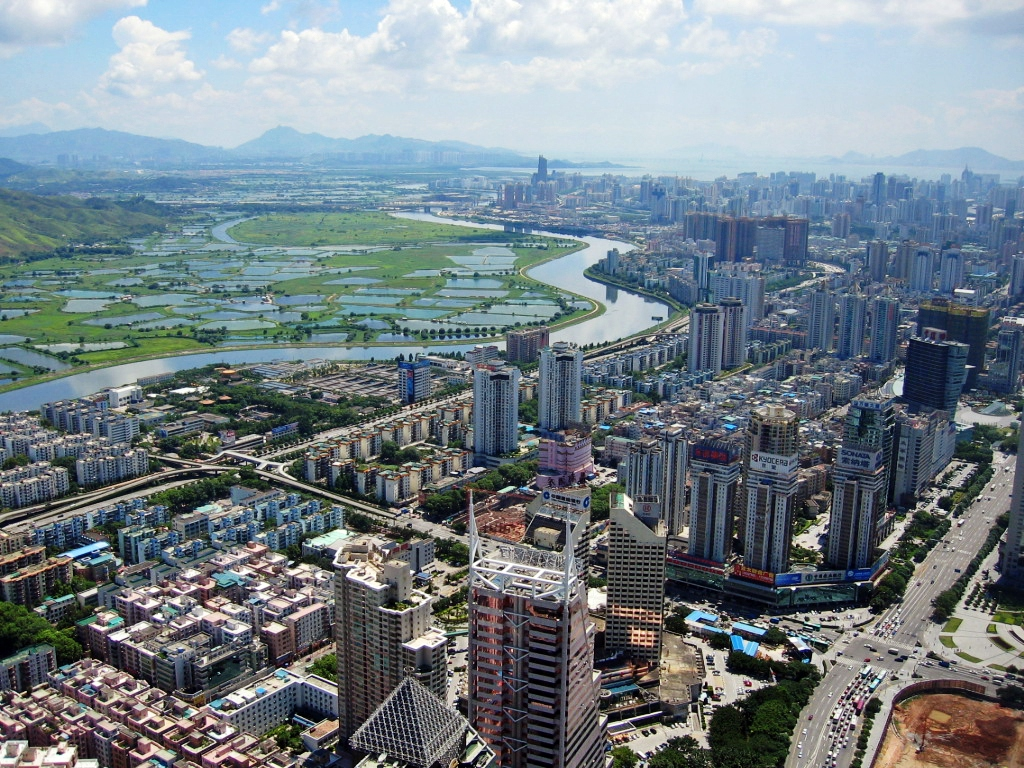
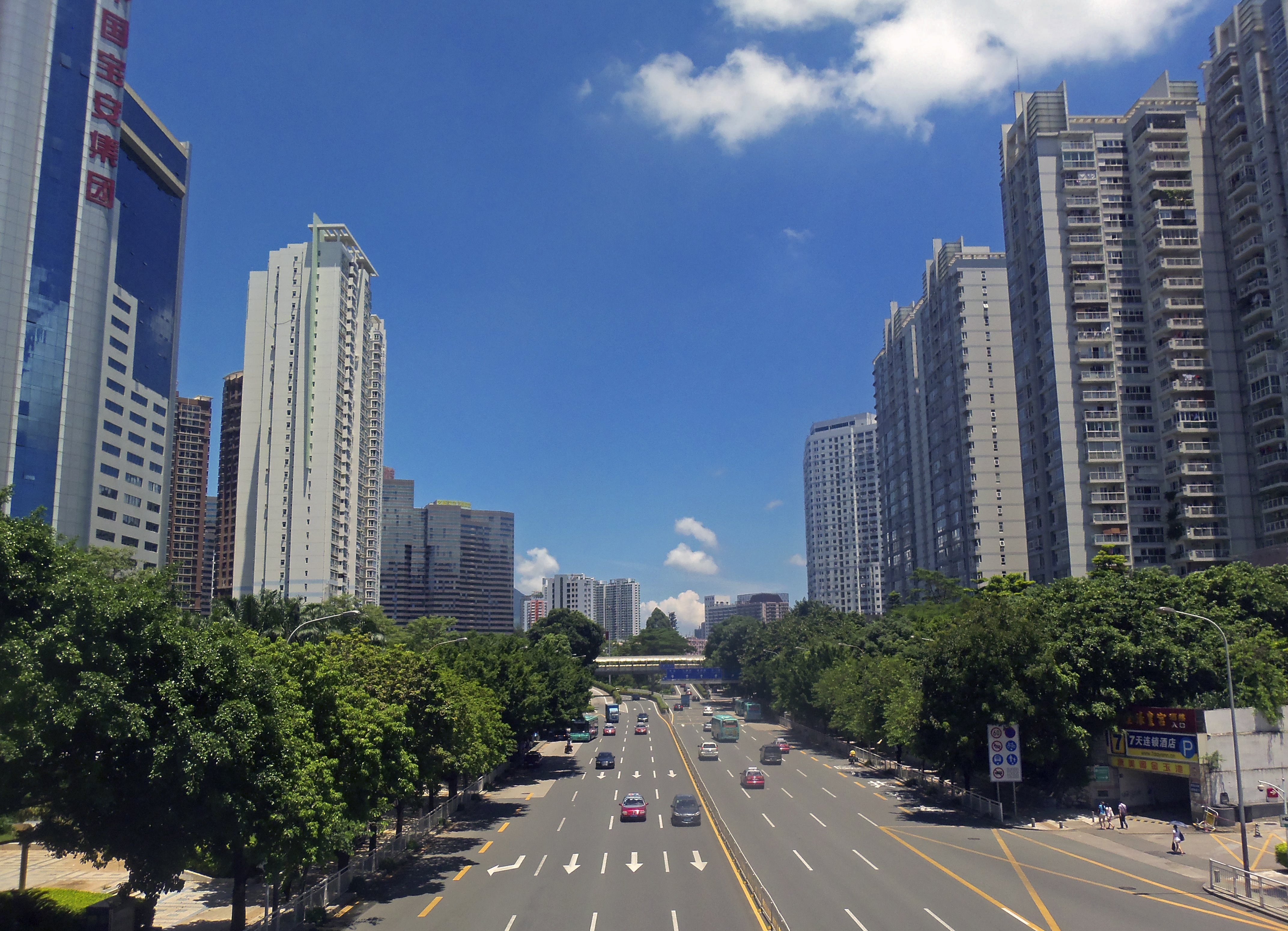
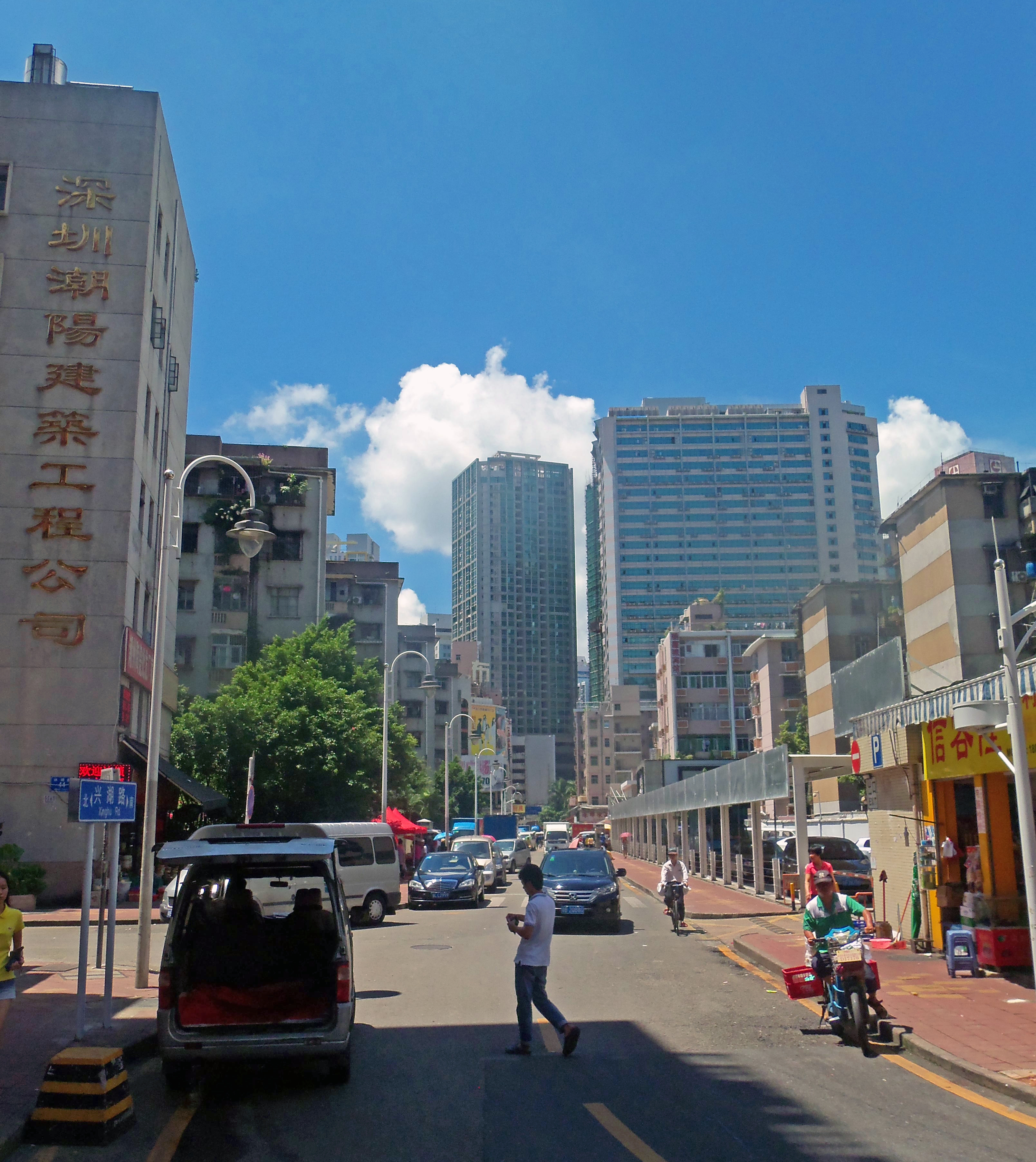
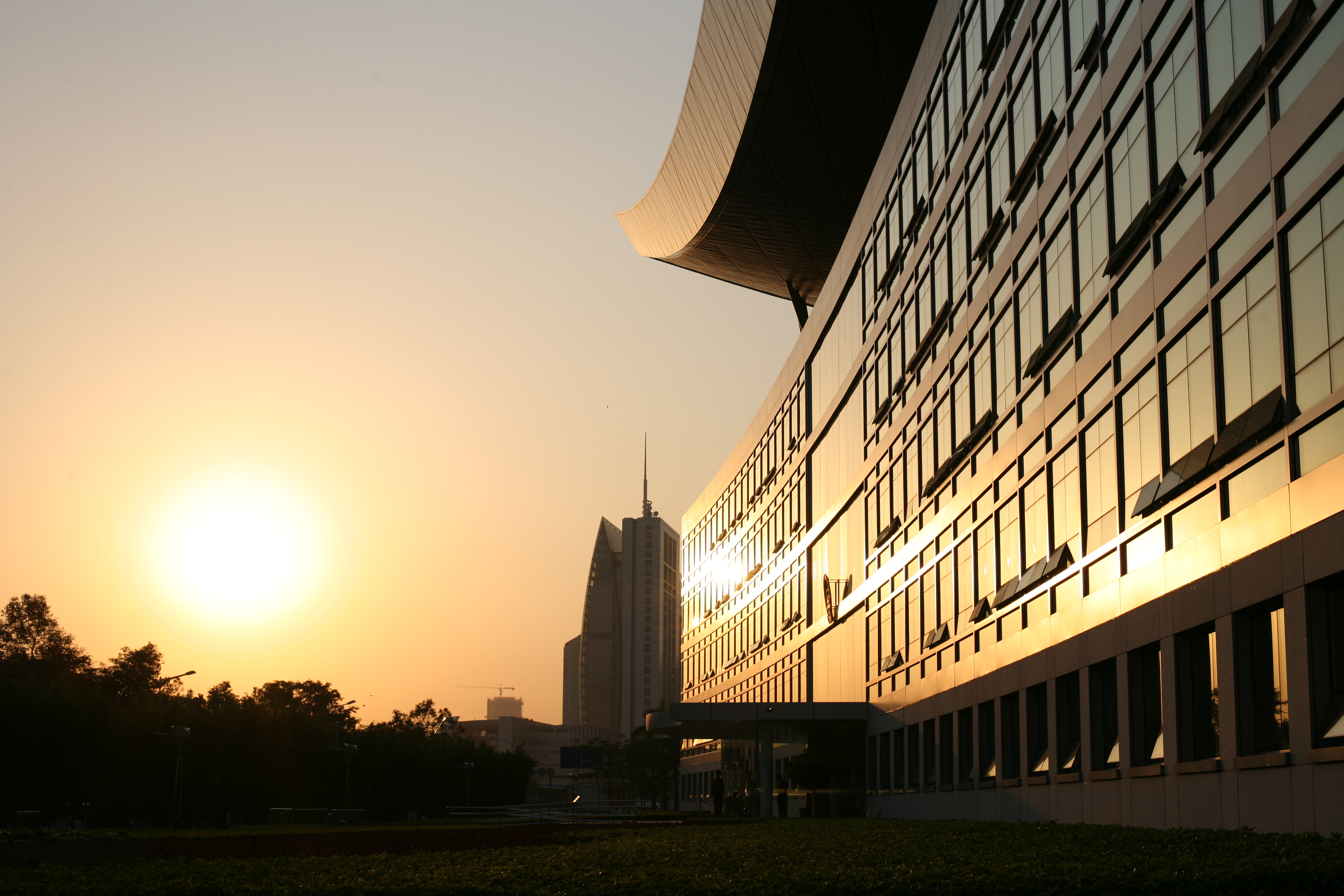
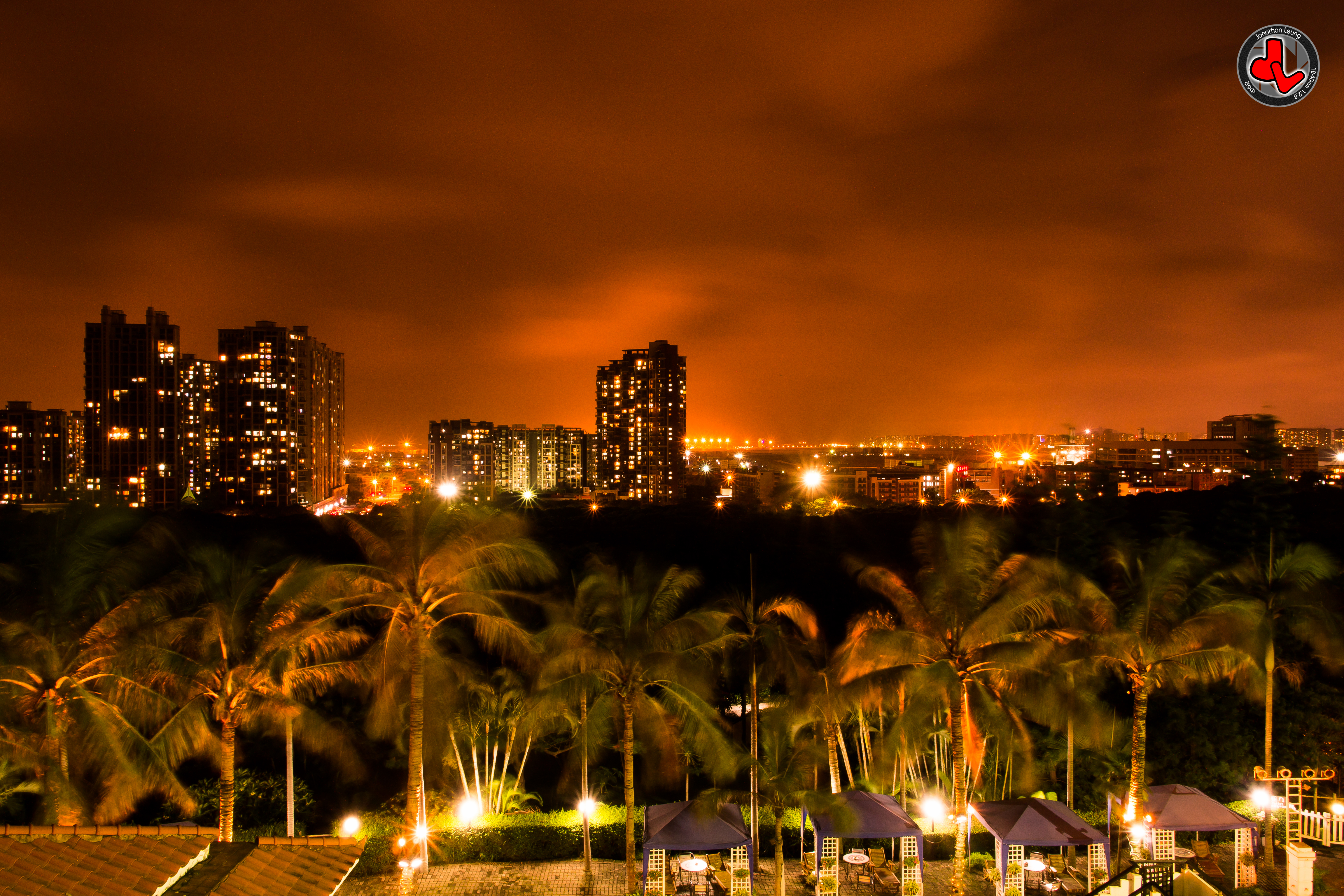
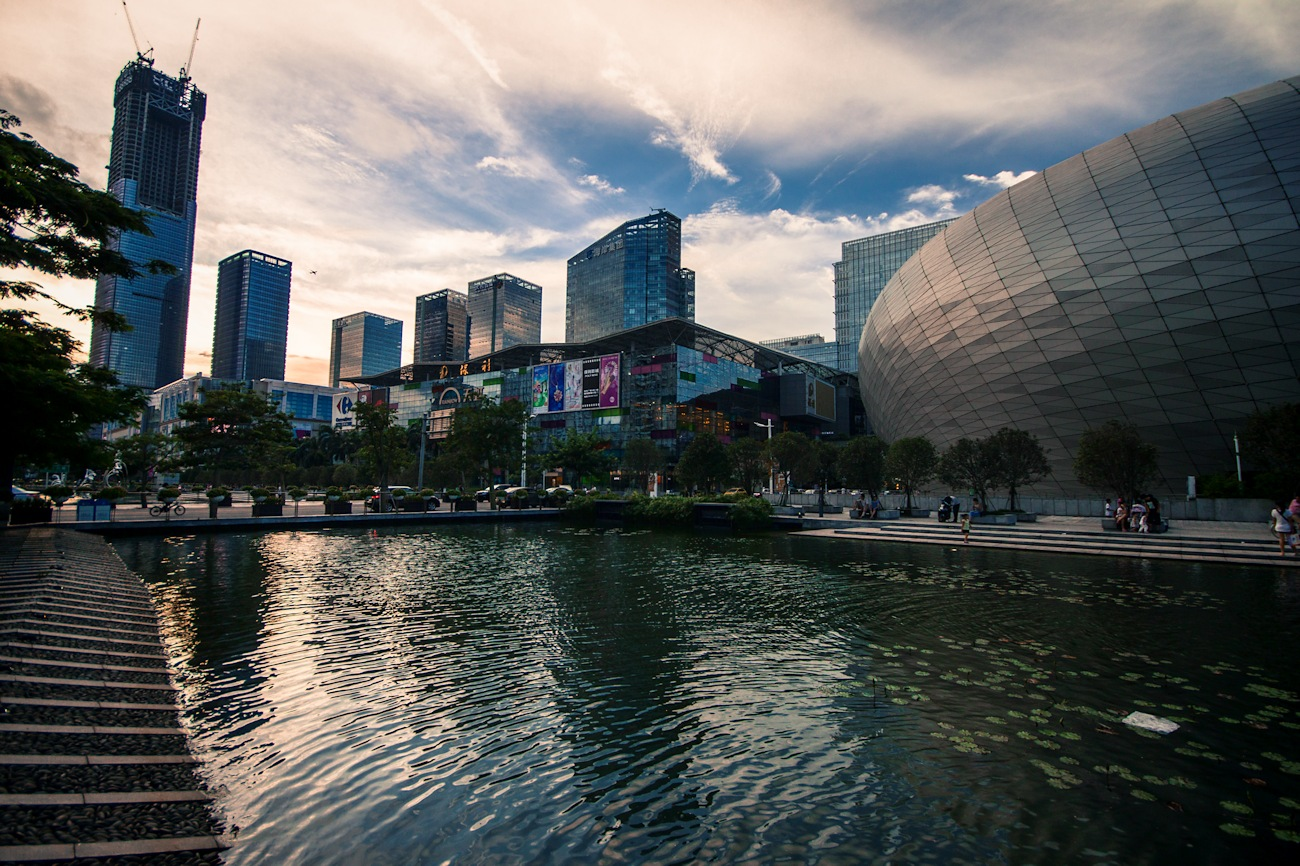
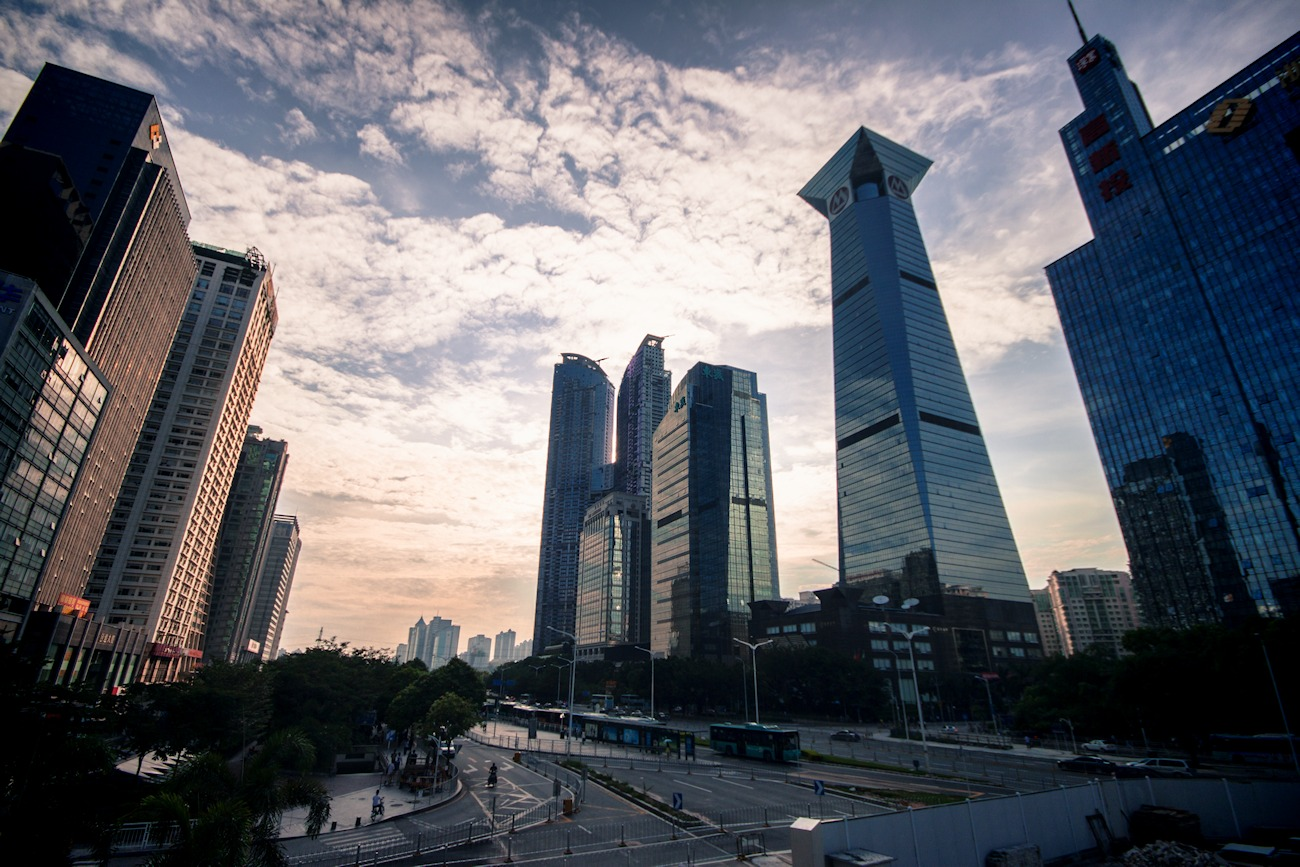
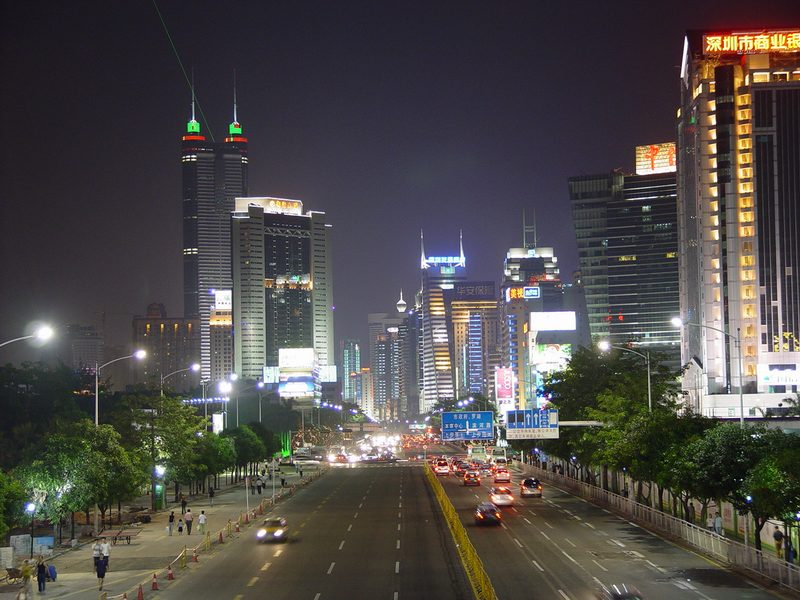
نمایی از شنژن
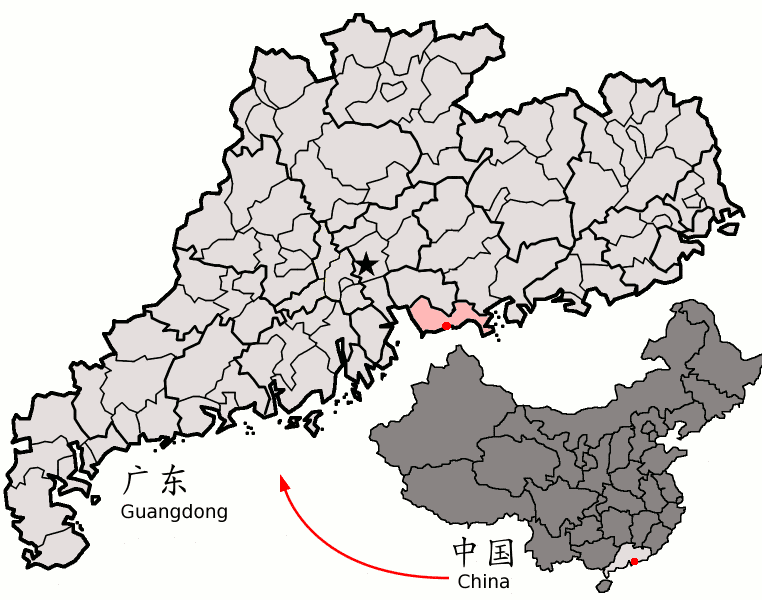
شنژن در استان گوانگ دونگ
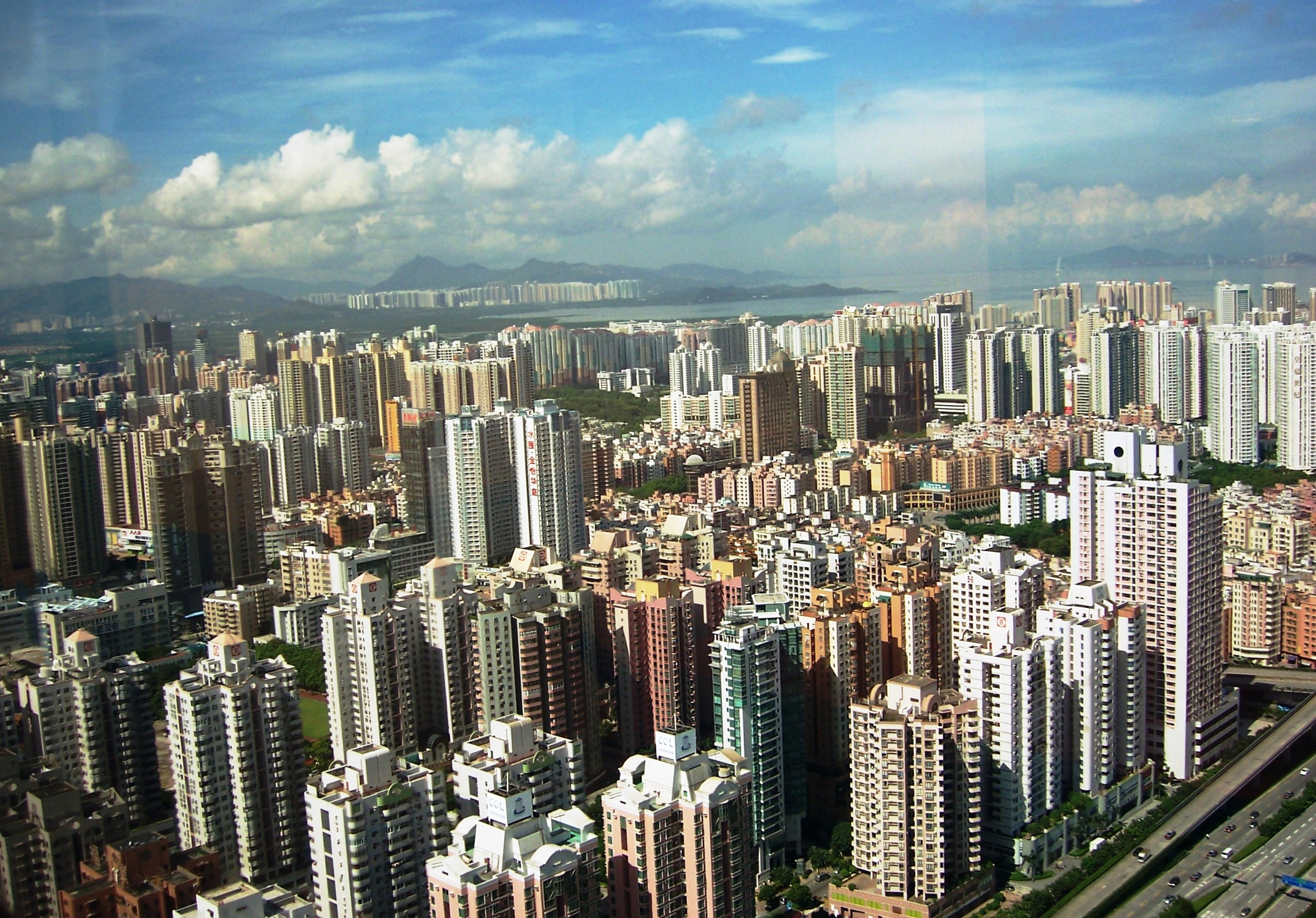
منظره شنژن از بالا.